# On the Other Side (I’ll See You Again)
On the Other Side (I’ll See You Again) ist ein Lied des deutschen Musikprojekts Silke Bischoff, das von den Bandmitgliedern Axel Kretschmann und Felix Flaucher geschrieben wurde. Es wurde 1991 auf dem Debüt-Album Silke Bischoff veröffentlicht und wurde in der Folge zu einem Clubhit der Schwarzen Szene.

## Hintergrund und Veröffentlichung
On the Other Side (I’ll See You Again) wurde von Axel Kretschmann und Felix Flaucher, den Gründern und Mitgliedern des Musikprojekts Silke Bischoff, geschrieben und von diesen 1991 als Titel auf dem nach dem Projekt benannten Debüt-Album Silke Bischoff bei dem deutschen Label Chaos veröffentlicht. Eine neue, musikalisch überarbeitete Version erschien 1993 auf dem nachfolgenden Album The Man on the Wooden Cross, bei der auch Gitarrist Frank Schwer als später eingestiegenes drittes Bandmitglied mitwirkte.
Das Lied konnte sich zwar in den Charts nicht platzieren, wurde jedoch zu einem bekannten Clubhit der Schwarzen Szene. Es blieb neben Under Your Skin von 1995 das bekannteste Lied der Band, die sich 2002 im Streit trennte und nach dem Ausstieg Kretschmanns 2002 von Flaucher und Schwer in 18 Summers umbenannt wurde.

## Musik und Text
Das Lied beginnt mit einem Intro aus einem von einem Synthesizer und Keyboard produzierten Percussion-Sound, die gleichmäßige Melodie des Liedes setzt nach der gesprochenen ersten Strophe mit dem von Flaucher gesungenen Refrain ein. In der ersten Strophe fragt dabei der Protagonist des Liedes:

“Do you remember slow-motion times

With little golden stars?”

Auch die zweite Strophe wird gesprochen, diesmal setzt der Teilrefrain aus On the other side / I’ll see you again allerdings bereits im Hintergrund der zweiten Hälfte der Strophe ein und wird danach mehrfach stakkato-artig wiederholt. Dieser Sequenz folgt der eigentliche Refrain und wiederholt sich bis zum Ende des Liedes mehrfach:

“On the other side

I’ll see you again

On the other side

We’ll walk hand in hand”

## Coverversionen
On the Other Side (I’ll See You Again) wurde nur vereinzelt gecovert oder als Sample in andere Songs eingebaut, vor allem von Bands aus der Schwarzen Szene und der elektronischen Musik.

## Belege
1. ↑  
Silke Bischoff – Silke Bischoff bei Discogs; abgerufen am 3. Januar 2022.
2. ↑  
Silke Bischoff – The Man On The Wooden Cross bei Discogs; abgerufen am 3. Januar 2022.
3. ↑  
Silke Bischoff/18 Summers, Bandporträt auf laut.de, abgerufen am 3. Januar 2022.
4. ↑  
"The Graveyard": Silke Bischoff-Gründungsmitglied Axel K. meldet sich nach langer Stille zurück, sonic-seducer.de, abgerufen am 3. Januar 2022.
5. ↑  
Robert Forst: On the Other Side: Felix Flaucher (Silke Bischoff/18 Summers) verstorben. spontis.de, 23. August 2017, abgerufen am 15. Februar 2022.
6. ↑  
Silke Bischoff – On The Other Side (I’ll See You Again), Songtext auf songtexte.com; abgerufen am 1. Januar 2022.
7. ↑  
On The Other Side (I’ll See You Again) auf cover.info, abgerufen am 3. Januar 2022.